# Dècim Juni Silà (amant de Júlia)
Dècim Juni Silà (en llatí Decimus Junius Silanus) va ser un magistrat romà. Era fill de Marc Juni Silà (cònsol 25 aC). Formava part de la gens Júnia i era de la família dels Silà.
Va ser un dels amants de Júlia, la neta d'August. Quan els adulteris de la noia es van descobrir, se'n va anar a l'exili voluntàriament. Tiberi li va permetre la tornada a Roma l'any 20 per intercessió del seu germà Marc Juni Silà, però mai va aconseguir cap càrrec a l'estat.